# Прозвание (Восточная Азия)
Прозвание в странах Восточной Азии — индивидуальное личное именование человека, использовавшееся вместо второго имени, чаще всего у образованных людей.
В отличие от личного имени (мин), даваемого при рождении, и второго имени (цзы), присваиваемого старшими родичами при в вступлении в брачный возраст, своё прозвание (хао) человек мог выбирать сам. Хао показывало индивидуальность и неповторимость личности и было популярно среди высших слоёв общества, учёных мужей и деятелей искусства.

## Краткие сведения
Прозвания, возможно, появились в период правления династии Чжоу. Впервые хао упоминаются в «Исторических записках» («Ши цзи») по отношению к военному стратегу Цзян Тай-гуну, который имел несколько почётных прозвищ. Хао, вероятно, стали популярными из-за того, что у большого количества людей были одинаковые вторые имена. Изначально прозвания были исключительно уважительного характера: получить его можно было за заслуги, завоевав уважение и признание, — заслужить его долгое время могли лишь правители. По словам Чжэнь Сюаня (кит. 郑玄):

Прозвище-хао свидетельствует об уважении к имени-мин, само являясь похвальным именем
Оригинальный текст (кит.)号，谓尊其名，更为美称焉

Только начиная с династии Хань незнатные люди получили возможность выбирать себе прозвания — бехао.
Буквально иероглиф хао (号) на русский язык переводится как «знак, символ, имя, номер, обозначение, название, прозвище, кличка, псевдоним». Современный иероглиф 号 в древности имел несколько вариантов написания: хао (號, «звать, кричать»), хао (諕, «звать, кричать»), ху (唬, «рёв тигра») — каждый из них имел составной частью иероглиф ху (虎, «тигр»). Таким образом, этимологически прозвание должно было производить сильное впечатление.
Хао, чаще всего, состояло из трёх или четырёх иероглифов. Прозвание могло содержать редкий иероглиф, воплощать аллюзию, отражать название места жительства человека.
Прозвание могло быть по смыслу никак не связано с личным именем. У человека могло быть сразу несколько прозваний, и менять их он мог произвольно не соблюдая каких-то правил. Для сравнения, наречение вторым именем (цзы) проходило в родовом храме при строгом соблюдении ритуала.
В современном Китае второе имя (цзы) и прозвание (хао) постепенно выходят из употребления, и взрослый китаец ныне носит одно лишь личное имя (мин) и — изредка — детское «молочное имя» (жумин)

## Разновидности
Выделяют следующие разновидности прозваний-хао:
- цзы-хао — данное самим себе;
- цзы-ти-хао — данное коллективу;
- гэжэньхао — данное друзьями или начальниками;
- цо-хао — прозвище, кличка.

Из всех хао до наших дней сохранилось лишь цо-хао.
Иероглиф хао входит также в состав следующих антропонимов:
- няньхао (кит. 年号) — название девиза (эры) правления императора; изначально антропонимами не являлись, но при династиях Мин и Цин стали употребляться в качестве одного из императорских имён;
- шихао (кит. 谥号) — посмертный титул;
- мяохао (кит. 庙号) — храмовое имя;
- цзуньхао (кит. 尊号) — «почётное прозвище», полное именование императора, учитывающее все его заслуги;
- фэнхао (кит. 封号) — прозвища-пожалования — давались князьям в том случае, когда императорский двор не мог их одарить земельным владением;
- чэнхао (кит. 称号) — почетное звание за заслуги перед императорским двором;
- бехао (кит. 别号) — прозвище, которое мог позволить себе незнатный человек;
- хуньхао (кит. 诨号) — клички, которые подмечали отрицательные стороны характера или деятельности человека.

## Хаокак творческий псевдоним
Особую популярность прозвания снискали у представителей свободных профессий Древнекитайские литераторы могли иметь по нескольку псевдонимов, которые назывались ихао (кит. 艺号) или бимин (кит. 笔名). К примеру, Ли Бай имел прозвание Цзинлянь Цзюйши (кит. 青莲居士 «житель зелёного лотоса»), а Бай Цзюй — Сяншань Цзюйши (кит. 香山居士 «житель горы Сянь-Шань»). У великого писателя Лу Сюня одним из его 128 псевдонимов был бимин Чжоу Шужэнь (кит. 周树人).
Прозвание известных литераторов могло быть образовано по цитате из их или чужих известных высказываний и поэтических строк, по характеру и месту работы или рождения.
Китайская традиция творческих псевдонимов успешно прижилась в Японии. Творившие в период Эдо мастера укиё-э часто получали прозвание (яп. 号 го:) от наставника той школы, где они постигали азы своего искусства. Причём часто это прозвание имело своей составной частью один из иероглифов из прозвания учителя. Например, одним из ранних псевдонимов Хакусая был Сюнро:, где элемент сюн- был позаимствован у его наставника Кацукавы Сюнсё. Часто последний иероглиф прозвания учителя ставился как первый у го его ученика (Тоёхиро — Хиросигэ, Куниёси — Ёситоси).